# Sigurd Jensen
Sigurd Jensen (4. januar 1912 i Vitved – 2. oktober 1981 i København) var en dansk historiker.
Hans forældre var gårdejere i Vitved nær Århus, da faderen døde i 1919 overtog moderen driften af gården. Sigurd Jensen blev klassisk sproglig student fra Århus Katedralskole 1931. Han studerede historie og dansk ved Aarhus Universitet, selvom han oprindeligt hellere ville have læst til læge. I 1935 fik han Københavns Universitets guldmedalje for besvarelsen at en prisopgave om danske bønders formue og indtægt ca. 1720-70. Han blev kandidat i 1937 og blev i 1939 ansat som arkivar ved Rigsarkivet, dog frem til 1943 med stilling ved Landsarkivet for Nørrejylland i Viborg. I 1956 blev han stadsarkivar i København. 1950 blev han dr. phil. med disputatsen Fra patriarkalisme til pengeøkonomi.
Han udgav desuden flere bøger bl.a. En lavssag fra ca. 1840 (1957), Københavns hospitalsvæsen 1863-1963 (1963), Levevilkår under besættelsen (1971) og Københavns historie 1900-1945 (1982).
Den 29. marts 1962 blev han medlem af Det kongelige danske Selskab for Fædrelandets Historie, han var desuden selskabets sekretær 27. januar 1965 – 29. januar 1970.